# Lamyra gulo
Lamyra gulo är en tvåvingeart som först beskrevs av Friedrich Hermann Loew 1851.  Lamyra gulo ingår i släktet Lamyra och familjen rovflugor. Inga underarter finns listade i Catalogue of Life.